# Lutyšská medaile
Lutyšská medaile (francouzsky Médaille de Liège, nizozemsky Medaille van Luik) bylo nestátní vojenské vyznamenání vydané městem Lutych. Uděleno bylo za obranu města v roce 1914 před německými útočníky. Poprvé byla udělena v dubnu 1920 během velkého ceremoniálu, jemuž předsedal brabantský vévoda a budoucí král Leopold III. a generálporučík Gérard Leman, který během bitvy o Lutych velel mezi 5. a 16. srpnem 1914 obraně města. Němci museli kvůli zuřivé obraně města použít k jeho dobytí specializované těžké dělostřelectvo.

## Pravidla udílení
Medaile byla udělena obráncům města Lutych, kteří se zúčastnili bitvy v srpnu 1914. Později byla udělena i obyvatelům města, kteří byli po bitvě odsouzeni německým soudem k vězení a obdrželi za to již Medaili politických vězňů 1914–1915.
Přestože byla medaile udílena městem nikoliv státem, stala se prestižním vyznamenáním připomínajícím udatnou obranu města a bylo ji možné nosit i na vojenské uniformě spolu s dalšími vyznamenáními.

## Popis medaile
Medaile kulatého tvaru o průměru 35 mm s o 2 mm vyzdviženým okrajem je vyrobena z bronzu. Někteří z příjemců si medaili nechali neoficiálně postříbřit či pozlatit. Vyvýšená hrana medaile má podobu věnce z vavřínových listů. Na přední straně je motiv kamenného sloupu Le Perron v Lutychu. V jeho pozadí je vyznamenání připomínající Řád čestné legie. Při vnějším okraji je nápis ve francouzštině LA VILLE DE LIÈGE A SES VAILLANTS DEFENSEVRS (město Lutych svým drahocenným obráncům). Na zadní straně je bitevní scéna s vojáky bojujícími poblíž částečně zničeného bunkru na břehu řeky Mázy.
Stuha z hedvábného moaré široká 38 mm sestává ze dvou stejně širokých pruhů v barvě červené a žluté, které barvami odpovídají vlajce města Lutych.